# The CW
The CW Television Network (em português: Rede de Televisão CW, normalmente chamada de The CW) é uma rede de televisão comercial estadunidense de língua inglesa, controlada pela Nexstar Media Group, que detém uma participação acionária majoritária de 75% por meio da The CW Network, LLC. A origem do nome da rede é uma combinação das iniciais das suas fundadoras, a CBS Corporation e a Warner Bros., à época integrante da Time Warner e posteriormente da WarnerMedia. No dia 3 de outubro de 2022, a Nexstar concluiu sua aquisição da maioria das ações da The CW, enquanto a Paramount Global e a Warner Bros. Discovery, respectivas sucessoras da CBS Corporation e da WarnerMedia, mantêm uma participação acionária de 12,5%.
A The CW teve sua estreia em 18 de setembro de 2006, sucedendo a UPN e a The WB, que encerraram suas operações em 15 e 17 de setembro do mesmo ano, respectivamente. Os primeiros dois dias de programação da The CW consistiram em reprises e programas especiais de lançamento. A data oficial de lançamento da The CW foi em 20 de setembro de 2006, com a estreia da sétima temporada do programa America's Next Top Model. A rede tem como principal público-alvo telespectadores entre 18 e 34 anos, embora tenha ajustado sua programação para atrair mulheres nessa faixa etária de 2008 a 2011. Em agosto de 2017, o público da The CW era dividido igualmente entre homens e mulheres.
A rede transmite programação sete dias por semana, com programação diária no horário nobre, bem como um bloco de programação infantil educativa nas manhãs de sábado, produzido pelo Hearst Media Production Group, denominado One Magnificent Morning.
A The CW também está disponível no sul do Canadá através de provedores de televisão por assinatura, incluindo estações próprias e operadas pela Nexstar e afiliadas de outras empresas próximas à fronteira entre Canadá e Estados Unidos. A transmissão de programas da CW está sujeita a leis de substituição simultânea impostas pela Comissão de Radiodifusão e Telecomunicações Canadenses, caso uma rede canadense detenha os direitos de transmissão. Adicionalmente, a The CW pode ser sintonizada no norte do México por meio de afiliadas situadas perto da fronteira entre México e Estados Unidos, em áreas de fronteira, dependendo da cobertura de sinal da estação.
A The CW Television Network é atualmente a quinta rede de televisão mais assistida dos Estados Unidos, atrás da CBS, NBC, ABC e da Fox. A rede é conhecida pelos seriados como: Supernatural, Supergirl, The Flash, Arrow, Legends of Tomorrow, The Vampire Diaries, Riverdale, The 100, Gossip Girl, One Tree Hill e Everybody Hates Chris.

## Origens
O The WB e o UPN foram ambos lançados em janeiro de 1995, numa altura em que a Fox estava a começar a marcar o seu terreno nas audiências. Ambos limitaram-se a ter fracos desempenhos e resultados. Onze temporadas depois, e apesar de um pequeno número de séries de culto e de pequenos êxitos, nenhuma das redes foi capaz de chegar ao estatuto que a Fox ganhou no fim da sua primeira década, e muito menos do enorme sucesso que as três grandes têm: ABC, CBS e NBC. Ambos os canais estavam a perder dinheiro, embora o The WB tenha já sido rentável numas temporadas antes. No dia 24 de janeiro, apesar de tudo, o anúncio que a CBS e a Warner Bros. deram de unir as duas redes caiu como uma surpresa no meio televisivo.
À imagem do UPN e do The WB, o The CW vai virar-se para as audiências mais jovens. A CBS e a Warner Bros. esperam que a união das suas programações e meios, leve a um The CW forte e que surja no papel de a quinta maior estação americana muito rapidamente. Ao Contrário das outras estações, o The CW não tem planos para programação relacionada com o desporto e com as notícias.
O presidente da CBS, Les Moonves, explicou que o nome da estação é uma união das primeiras letras de CBS e Warner Bros. Moonves brincou dizendo que não podiam pôr "WC" porque WC, Water Closet, em todo o mundo indica banheiro. Apesar de alguns executivos terem reprovado o novo nome, naquele março, Moonves declarou que não havia mais oportunidades para mudá-lo, citando uma pesquisa que afirmava que 48% do público-alvo do canal já estava sabendo do nome "The CW". Na primeira apresentação da rede, em 18 de maio de 2004, um novo logotipo foi revelado para substituir o retângulo azul provisório utilizado em janeiro. O logotipo é uma insígnia verde e branca com o nome do canal, o que causou comparações com o logotipo da CNN (outra subsidiária da Time Warner).
O The WB fechou no dia 17 de setembro de 2006 com uma programação especial de cinco horas, mostrando os episódios pilotos de algumas das suas séries que ficaram para a história. Figuram na escolha: Angel, Buffy, Felicity e Dawson's Creek. Nos intervalos a publicidade incluiu promos conhecidos do canal e publicidade a DVDs das séries produzidas pelo canal.
Em relação à UPN, a transmissão se encerrou na sexta-feira anterior com a programação usual de Friday Night SmackDown.

## Afiliadas
Após o anúncio da rede, a The CW imediatamente anunciou acordos de afiliação de 10 anos com a Tribune Company e a CBS Television Stations Group. A Tribune designou 16 estações (incluindo suas principais estações, como a WGN-TV de Chicago, a KTLA de Los Angeles e a WPIX de Nova York) que estavam anteriormente afiliadas com a The WB, enquanto que a CBS designou 11 de suas estações da UPN (incluindo a WKBD em Detroit, a WPSG na Filadélfia e a WUPA em Atlanta). Combinadas, essas estações atingem 48% dos Estados Unidos. Ambos os grupos também são donos de várias estações da UPN ou da The WB que não se juntaram à The CW em mercados em que ambas têm posses. Como parte do acordo, a Tribune concordou em abrir mão da sua parte na The WB e em não ser uma das proprietárias da The CW.
A rede declarou que chegaria a 95% dos Estados Unidos. Em mercados onde operavam afiliadas tanto da UPN como da The WB, apenas uma estação tornava-se uma afiliada da The CW. Os diretores preferiram as estações mais "fortes" entre as afiliadas existentes. Na maioria dos casos, era óbvio em qual afiliada o novo canal entraria; havia poucos mercados em que tanto a afiliada da The WB como da UPN eram ambas relativamente fortes.
No entanto, enquanto a "fusão" era estruturada como não uma fusão no sentido legal, mas como uma nova rede surgindo ao mesmo tempo em que duas fechavam, a The CW não tinha obrigações de manter as afiliações existentes com a The WB ou a UPN. Por isso, tinha de negociar do zero com cada estação.
Como resultado, em alguns mercados a The CW não está nem numa ex-afiliada da The WB e nem da UPN. Em Helena, Montana, foi a afiliada da ion, KMTF, que tornou-se uma estação da The CW. Em Honolulu, no Havaí, a The CW não apareceu até o início de janeiro de 2007 quando começou sua transmissão como subcanal digital da afiliada local da FOX, a KHON. Em Las Vegas, Nevada, a estação independente KVCW assinou sua afiliação com a The CW. A rede também se afiliou com alguns canais digitais – geralmente subcanais novos de uma afiliada local das quatro maiores estações de televisão do país – em vários mercados.
Devido à disponibilidade dos subcanais digitais, e a provável chance que têm de estarem disponíveis na televisão a cabo e via satélite, tanto a The CW como a MyNetworkTV foram lançadas com mais cobertura nacional do que a UPN e a The WB quando começaram em 1995. A UPN, por vários anos, teve falhas nos 30 maiores mercados, e em 2005 atingia apenas 85% da população. Isso resultava em afiliações secundárias com outras redes e a audiência prejudicada quando os programas eram exibidos em outro horário (ou nem exibidos, como algumas séries de Star Trek) por causa de conflitos com programas da afiliação principal da estação.

### Repercussões do lançamento
O anúncio da The CW causou a maior mudança na televisão aberta norte-americana desde a aliança entre a Fox e a New World Communications em 1994 e subsequente lançamento da UPN e da The WB no ano seguinte. Enquanto que a estreia da The CW afetou mais mercados, era improvável que causasse muita confusão no telespectador, já que nenhuma das afiliadas das quatro maiores estações abriu mão de suas afiliações para juntar-se à The CW.
A The WB e a UPN foram as maiores redes de televisão a fechar desde o colapso da DuMont Television Network em 1955, apesar de outras redes de televisão menores também terem encerrado as operações conforme os anos passavam.
Nos mercados onde havia estações separadas para a The WB e a UPN, uma estação local foi deixada de lado na fusão; a maioria dessas estações assinou com a MyNetworkTV enquanto outras optaram por virar estações independentes. Algumas estações (a maioria subcanais digitais e estações de baixa-potência) que não receberam nenhuma afiliação optaram pelo desligamento permanente e o encerramento total.
Ficou claro que a Fox Television Stations Group, que tinha comprado várias afiliadas da UPN de uma das donas antigas da UPN, a Chris-Craft Industries em 2002, sofreu um impacto. Suas afiliadas da UPN em cinco grandes mercados não seriam afiliadas com a The CW, devido ao acordo com a Tribune, e a Fox deixou claro que nem tentaria buscar a afiliação para suas outras quatro estações da UPN. Todos os logotipos da UPN e as referências à rede foram rapidamente removidas de suas estações. Pouco depois, a Fox anunciou que estaria iniciando a MyNetworkTV, um serviço de programação feito para preencher duas horas do horário nobre toda noite que iniciou operações nas suas ex-afiliadas da UPN após o começo da The CW. A Fox também ofereceu o serviço para outras estações.

## Programação Atual

### Dramas
| Série                        | Estreia | Temporada |
| ---------------------------- | ------- | --------- |
| The Flash                    | 2014    | 8.ª       |
| Riverdale                    | 2017    | 6.ª       |
| All American                 | 2018    | 4.ª       |
| Two Sentence Horror Stories  | 2019    | 3.ª       |
| Nancy Drew                   | 2019    | 3.ª       |
| Coroner (série de televisão) | 2020    | 3.ª       |
| Stargirl                     | 2020    | 2.ª       |
| Delvis                       | 2020    | 1.ª       |
| Walker (série de televisão)  | 2021    | 2.ª       |
| Superman e Lois              | 2021    | 2.ª       |
| Kung Fu                      | 2021    | 2.ª       |
| All American: Homecoming     | 2022    | 1.ª       |

### Comédias
| Série                 | Estreia | Temporada |
| --------------------- | ------- | --------- |
| Dead Pixels           | 2020    | 2.ª       |
| Wellington Paranormal | 2021    | 2.ª       |

### Reality/Outros
| Série                        | Estreia | Temporada |
| ---------------------------- | ------- | --------- |
| Whose Line Is It Anyway?     | 2013    | 18.ª      |
| Masters of Illusion          | 2014    | 11. ª     |
| Penn & Teller: Fool Us       | 2014    | 8.ª       |
| Mysteries Decoded            | 2019    | 2.ª       |
| World's Funniest Animals     | 2020    | 2.ª       |
| Legends of the Hidden Temple | 2021    | 1.ª       |
| Would I Lie to You? (US)     | 2022    | 1.ª       |
| Great Chocolate Showdown     | 2022    | 1.ª       |

### Especiais
- iHeartRadio Music Festival (Desde 2012)
- IHeartRadio Summer Pool Party (Desde 2013)
- iHeartRadio Jingle Ball (Desde 2013)
- Critics' Choice Awards (Desde 2013)
- The World Dog Awards (Desde 2015)

## Em Breve

### Dramas
- Tom Swift (31 de Maio de 2022)
- Family Law (2022)[14]
- Leonardo (2022)
- Professionals (2022)

### Comédias
Bump (TBA)

### Reality/Outros
Would I Lie to You? (UK) (TBA) 

## Antiga Programação

### Dramas
| Série                            | Duração                         | Temporadas | Distribuidora                  | Status     |  |
| -------------------------------- | ------------------------------- | ---------- | ------------------------------ | ---------- |  |
| 4400                             | 2021-2022                       | 1          | CBS Television Distribution    | Cancelada  |  |
| 7th Heaven                       | (2006–2007) (The WB, 1996–2006) | 11         | CBS Television Distribution    | Finalizada |  |
| 90210                            | 2008-2013                       | 5          | CBS Television Distribution    | Cancelada  |  |
| Arrow                            | 2012-2020                       | 8          | Warner Bros. Television        | Finalizada |  |
| Batwoman                         | 2019-2022                       | 3          | Warner Bros. Television        | Cancelada  |  |
| Beauty & the Beast               | 2012-2016                       | 4          | CBS Television Distribution    | Finalizada |  |
| Black Lightning                  | 2018-2021                       | 4          | Warner Bros. Television        | Finalizada |  |
| Bulletproof                      | 2019-2021                       | 3          | Vertigo Films                  | Cancelada  |  |
| Burden of Truth                  | 2018-2021                       | 4          | Warner Bros. Television        | Finalizada |  |
| Cult                             | 2013                            | 1          | Warner Bros. Television        | Cancelada  |  |
| Emily Owens, M.D.                | 2012-2013                       | 1          | CBS Television Distribution    | Cancelada  |  |
| Frequency                        | 2016-2017                       | 1          | Warner Bros. Television        | Cancelada  |  |
| Gilmore Girls                    | 2006-2007 (The WB, 2000–2006)   | 7          | Warner Bros. Television        | Cancelada  |  |
| Gossip Girl                      | 2007-2012                       | 6          | Warner Bros. Television        | Finalizada |  |
| Hart of Dixie                    | 2011-2015                       | 4          | Warner Bros. Television        | Finalizada |  |
| Hellcats                         | 2010-2011                       | 1          | Warner Bros. Television        | Cancelada  |  |
| Hidden Palms                     | 2007                            | 1          | Warner Bros. Television        | Cancelada  |  |
| Hooten & the Lady                | 2017                            | 1          | Warner Bros. Television        | Cancelada  |  |
| IZombie                          | 2015-2019                       | 5          | Warner Bros. Television        | Finalizada |  |
| Katy Keene                       | 2020                            | 1          | Warner Bros. Television        | Cancelada  |  |
| Life Is Wild                     | 2007-2008                       | 1          | CBS Television Distribution    | Cancelada  |  |
| Legends Of Tomorrow              | 2016-2022                       | 7          | Warner Bros. Television        | Cancelada  |  |
| Life Unexpected                  | 2010-2011                       | 2          | Warner Bros. Television        | Cancelada  |  |
| Melrose Place                    | 2009-2010                       | 1          | CBS Television Distribution    | Cancelada  |  |
| Naomi                            | 2022                            | 1          | Warner Bros. Television        | Cancelada  |  |
| Nikita                           | 2010-2013                       | 4          | Warner Bros. Television        | Finalizada |  |
| One Tree Hill                    | 2006-2012 (The WB, 2003–2006)   | 9          | Warner Bros. Television        | Finalizada |  |
| Pandora                          | 2019-2020                       | 2          | Starlings Television           | Cancelada  |  |
| Privileged                       | 2008-2009                       | 1          | Warner Bros. Television        | Cancelada  |  |
| Reaper                           | 2007-2009                       | 2          | Disney-ABC Domestic Television | Cancelada  |  |
| Reign                            | 2013-2017                       | 4          | CBS Television Distribution    | Finalizada |  |
| Runaway                          | 2006                            | 1          | Warner Bros. Television        | Cancelada  |  |
| Smallville                       | 2006-2011 (The WB, 2001–2006)   | 10         | Warner Bros. Television        | Finalizada |  |
| Star-Crossed                     | 2014                            | 1          | Warner Bros. Television        | Cancelada  |  |
| Supergirl                        | 2015-2021                       | 6          | Warner Bros. Television        | Finalizada |  |
| Supernatural                     | 2005-2020 (The WB, 2005–2006)   | 15         | Warner Bros. Television        | Finalizada |  |
| Swamp Thing (série de televisão) | 2020                            | 1          | Warner Bros. Television        | Cancelada  |  |
| Tell Me a Story                  | 2020                            | 2          | CBS Television Distribution    | Cancelada  |  |
| The 100                          | 2014-2020                       | 7          | Warner Bros. Television        | Finalizada |  |
| The Beautiful Life               | 2009                            | 1          | CBS Television Distribution    | Cancelada  |  |
| The Carrie Diaries               | 2013-2014                       | 2          | Warner Bros. Television        | Cancelada  |  |
| The L.A. Complex                 | 2012-2013                       | 2          | Warner Bros. Television        | Cancelada  |  |
| The Messengers                   | 2015                            | 1          | Warner Bros. Television        | Cancelada  |  |
| The Originals                    | 2013-2018                       | 5          | Warner Bros. Television        | Finalizada |  |
| The Outpost                      | 2018-2021                       | 4          | Warner Bros. Television        | Cancelada  |  |
| The Republic Of Sarah            | 2021                            | 1          | CBS Studios                    | Cancelada  |  |
| The Secret Circle                | 2011-2012                       | 1          | Warner Bros. Television        | Cancelada  |  |
| The Tomorrow People              | 2013-2014                       | 1          | Warner Bros. Television        | Cancelada  |  |
| The Vampire Diaries              | 2009-2017                       | 8          | Warner Bros. Television        | Finalizada |  |
| Trickster                        | 2020                            | 1          | Warner Bros. Television        | Cancelada  |  |
| Valor                            | 2017-2018                       | 1          | Warner Bros. Television        | Cancelada  |  |
| Veronica Mars                    | 2006-2007 (UPN, 2004–2006)      | 3          | Warner Bros. Television        | Cancelada  |  |

### Comédias
| Série                 | Duração                       | Temporadas |            |
| --------------------- | ----------------------------- | ---------- | ---------- |
| 18 to Life            | 2010                          | 1          | Cancelada  |
| Aliens in America     | 2007-2008                     | 1          | Cancelada  |
| All of Us             | 2006-2007 (UPN, 2003–2006)    | 4          | Cancelada  |
| Backpackers           | 2014                          | 1          | Cancelada  |
| Crazy Ex-Girlfriend   | 2015-2019                     | 4          | Finalizada |
| Easy Money            | 2008-2009                     | 1          | Cancelada  |
| Everybody Hates Chris | 2006-2009 (UPN, 2005–2006)    | 4          | Cancelada  |
| Girlfriends           | 2006-2008 (UPN, 2000–2006)    | 8          | Cancelada  |
| I Ship It             | 2019                          | 1          | Cancelada  |
| Jane the Virgin       | 2014-2019                     | 5          | Finalizada |
| Life Sentence         | 2018                          | 1          | Cancelada  |
| No Tomorrow           | 2016-2017                     | 1          | Cancelada  |
| Reba                  | 2006-2007 (The WB, 2001–2006) | 6          | Cancelada  |
| Seed                  | 2014                          | 1          | Cancelada  |
| Significant Mother    | 2015                          | 1          | Cancelada  |
| The Game              | 2006-2009                     | 3          | Cancelada  |
| Valentine             | 2008-2009                     | 1          | Cancelada  |

### Minisséries
- Containment (2016)
- Gilmore Girls: A Year in the Life (2020)
- Labyrinth (2014)

### Reality/Outros
- 13: Fear Is Real (2009)
- 4Real (2008)
- A Wicked Offer (2015)
- America's Next Top Model (reality show) (2006-2015); (UPN: 2003-2006; VH1: 2016-Presente)
- Beauty and the Geek (2006–2008) (The WB, 2005–2006)
- Being Reuben (2020)
- Breaking Pointe (2012–2013)
- CW Now (2007–2008)
- Capture (2013)
- Cedric's Barber Battle (2015)
- Crowned: The Mother of All Pageants (2007–2008)
- Famous in 12 (2014)
- Farmer Wants a Wife (2008)
- Fly Girls (2010)
- "Fridge Wars" (2021)
- H8R (2011)
- High Society (2010)
- Hypinotize Me (2019)
- Hitched or Ditched (2009)
- In Harm's Way (2008)
- Killer Camp (2020-2021)
- MadTV (2017)
- "March" (2022)
- My Last Days (2017-2019)
- Oh Sit! (2012–2013)
- Online Nation (2007)
- Peaking (2019)
- Perfect Score (2013)
- Plain Jane (2010) (MTV International, 2011)
- Pussycat Dolls Present (2007–2008)
- Remodeled (2012)
- Shedding for the Wedding (2011)
- Stylista (2008)
- Taskmaster (2020)
- "Terry Crews Saves Christmas" (2016)
- The Big Stage (2019)
- "The Christmas Caroler Challenge" (2019-2020)
- The CW Happy Hour (2020)
- The CW Sunday Night Movie (2008–2009)
- The Catalina (2012)
- The Next: Fame Is at Your Doorstep (2012)
- WWE Friday Night SmackDown (2006–2008) (UPN, 1999-2006)

### Especiais
- 36th Daytime Emmy Awards (2009)
- Colin & Brad: Two Man Group (2014)
- Critics' Choice Movie Awards (2013-2014)
- Critics' Choice Television Awards (2014)
- Dr. Horrible's Sing-Along Blog (2012)
- Greatest Holiday Commercials Countdown (2014)
- Here Comes Peter Cottontail (2015)
- Justin Timberlake iHeartRadio Album Release Party (2013)
- Kung Fu Panda Holiday (2014)
- Merry Madagascar (2014)
- Mister Magoo's Christmas Carol (2014)
- One Direction iHeartRadio Album Release Party (2013)
- Perez Hilton All Access: Katy Perry (2012)
- Perez Hilton All Access: Lady Gaga (2012)
- TV's Hottest Commercials Countdown (2015)
- The 9th Annual Family Friendly Television Awards (2007)
- The iHeartRadio Album Release Party with Maroon 5 (2014)

### Programas  de variedades
- 8 Simple Rules (2006)
- All of Us (2007–2008)
- ER (2006)
- Judge Jeanine Pirro (2008–2009)
- Lifechangers (2011–2012)
- The Jamie Foxx Show (2008–2009)
- The Tyra Banks Show (2009–2011)
- The Wayans Bros. (2008–2009)
- What I Like About You (2006–2008)

### Reprises
- Jericho (2008–2009)
- Moonlight (2010)
- The Drew Carey Show (2008–2009)
- The Last Ship (2015)
- The Librarians (2014)

## Problemas com a Time Warner Cable
Alguns domicílios não puderam assistir à nova rede quando estreou em 18 de setembro, devido à falha em chegar a um acordo com a Time Warner Cable em alguns mercados. Em regiões como Charleston, El Paso, Honolulu, Palm Springs, Beaumont e Corpus Christi, onde a The CW é transmitida em um subcanal digital da afiliada principal da estação, houve tentativas sem sucesso em fazer com que a Time Warner Cable carregasse a The CW em sua grade básica.
Desde então, algumas afiliadas assinaram acordos com a Time Warner Cable, mas nem todas as estações conseguiram entrar na numeração analógica, como a WSTQ de Syracuse, Nova York, que só pode ser vista no canal 266. Atualmente, o maior mercado sem afiliação conhecida é o de Johnstown/Altoona na Pensilvânia, que fica na 98ª posição na listagem da Nielsen. A afiliada mais próxima, WPCW-TV, é transmitida na televisão a cabo dessas cidades.